# Las Inviernas
Las Inviernas ist ein Ort und eine Gemeinde (municipio) mit 53 Einwohnern (Stand: 2024) im Südwesten der Provinz Guadalajara in der Autonomen Gemeinschaft Kastilien-La Mancha. 

## Lage und Klima
Las Inviernas liegt in einer Höhe von ca. 980 m in der Kulturlandschaft der Alcarria. Die Entfernung zur westsüdwestlich gelegenen Provinzhauptstadt Guadalajara beträgt etwa 49 Kilometer (Fahrtstrecke). Das Klima ist gemäßigt bis warm; Regen (569 mm/Jahr) fällt übers Jahr verteilt.

## Bevölkerungsentwicklung
| Jahr      | 1970 | 1981 | 1991 | 2001 | 2011 | 2021 |
| Einwohner | 246  | 130  | 110  | 87   | 80   | 61   |

## Sehenswürdigkeiten
- Kirche der Unbefleckten Empfängnis